# 아라카와촌 (아키타현)
아라카와촌(荒川村)은 아키타현 센보쿠군에 있던 촌이다. 현재의 다이센시 북서단, 오우본선 우고사카이역 주변, 아라카와 연안에 해당한다.

## 역사
- 1889년 4월 1일 - 정촌제 시행에 의해 4촌의 구역으로 성립하였다.
- 1955년 3월 31일 -  아라카와촌, 요도카와촌 및 가와베군 후나오카촌과 합병해 교와촌이 성립해, 동일 아라카와촌이 폐지되었다.
- 1969년 4월 1일 - 정으로 승격해 교와정이 되었다.
- 2005년 3월 22일 - 가미오카 정·니시센보쿠 정·나카센 정·교와 정·난가이 촌·센보쿠 정·오타 정과 합병해 다이센시가 성립하였다.

## 교통

### 철도
- 일본국유철도
  - 오우 본선

### 도로
- 국도 13호선